# 上海電話公司
上海電話公司（Shanghai Telephone Company），最初名為華洋德律風公司，是清朝及中華民國時期上海的一家電訊公司。華洋德律風公司由英商瑞記洋行開辦，1929年被美商AT&T收購，並更名為上海電話公司。在清朝及中華民國時期，上海的電話系統長期分裂為「租界」、「華界」兩個系統，兩者無法直接互通。1949年後，解放軍接管上海電話公司。
上海電話公司總部竣工於1908年，位於江西中路232號，現在是上海市市內電話局江西中路分局。